# Хэмуду
Культура Хэмуду (кит. упр. 河姆渡文化, пиньинь hemudu wénhuà) (5000—4500 гг. до н. э.) — археологическая культура неолита в Восточном Китае. Названа по месту первой находки, около одноименного посёлка в уезде Юйяо, городской округ Нинбо, провинция Чжэцзян (Дельта Янцзы). Культура синхронна культуре Яншао
Раскоп Хэмуду в 22 км к северо-западу от Нинбо обнаружен в 1973 году. На месте обнаружения поселения открыт музей.
Рассматривается в качестве наиболее ранней культуры, созданной носителями праавстронезийского языка, впоследствии мигрировавшими на Тайвань., в Индокитай (предки вьетов) или составили докитайский субстрат населения Южного Китая (байюэ).
Основой сельского хозяйства было свиноводство и мотыжное рисоводство. Охота на оленей и буйволов, а также рыболовство сохраняли свое значение.
Наследником Хэмуду являлась культура Лянчжу, которая просуществовала до начала Бронзового века (2 тыс. до н.э.)

## Материальная культура

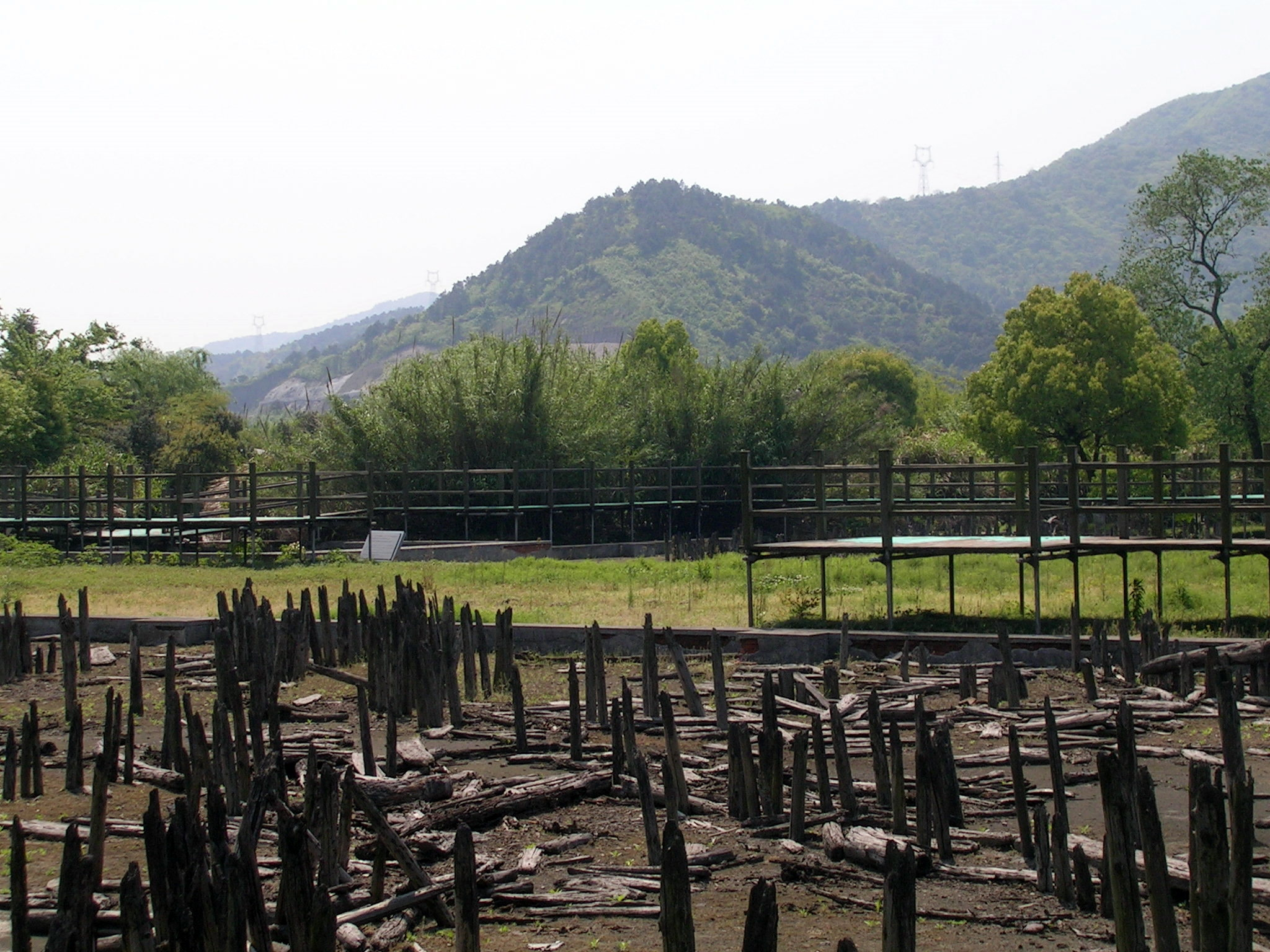
Место раскопок Хэмуду, остатки свайных домов

Жители неолитического Хэмуду строили деревянные дома на сваях и изготавливали преимущественно чёрную керамику с верёвочным или резным фигуративным узором (растительные мотивы, птицы).